# Peter Roe
Peter Roe (Mánchester; 23 de septiembre de 1955) es un exfutbolista canadiense nacido en Inglaterra que pasó doce temporadas en la North American Soccer League y dos en la Major Indoor Soccer League.
Jugó nueve partidos internacionales, anotando un gol, con la selección canadiense de fútbol entre 1974 y 1983.

## Trayectoria
En 1973, firmó con Toronto Metros de la North American Soccer League cuando ya tenía dieciocho. En 1975, los Metros se fusionaron con Toronto Croacia para formar Toronto Metros-Croatia.
En 1976, jugó en la Canadian National Soccer League con Toronto Italia. También jugó brevemente para los New York Arrows durante la Major Indoor Soccer League 1978-79.
En 1980, comenzó la temporada antes de mudarse a Vancouver Whitecaps. Jugó la campaña bajo techo de la NASL 1980-81 con Vancouver, luego comenzó la temporada al aire libre de 1981 allí antes de mudarse a los Tampa Bay Rowdies.
Los Rowdies lo dejaron en libertad en 1984 y firmó con las Tacoma Stars del MISL. Regresó a los Rowdies en 1986 cuando ingresó en la Asociación Estadounidense de Fútbol Sala.

## Selección nacional
Jugó su primer partido internacional con la selección absoluta el 9 de octubre de 1974, en una derrota por 2-0 ante Alemania Democrática. También jugó en los Juegos Panamericanos de 1975 y nueve juegos para el equipo olímpico canadiense, incluidos dos en los Juegos Olímpicos de Montreal 1976.

### Participaciones en Juegos Olímpicos
| Torneo                   | Sede     | Resultado    |
| ------------------------ | -------- | ------------ |
| Juegos Olímpicos de 1976 | Montreal | Primera fase |

## Clubes
| Club                          | País           | Año       |
| ----------------------------- | -------------- | --------- |
| Toronto Metros/Metros-Croatia | Canadá         | 1973-1975 |
| Toronto Italia                | Canadá         | 1976      |
| Toronto Metros-Croatia        | Canadá         | 1977-1978 |
| New York Arrows               | Estados Unidos | 1978-1979 |
| Toronto Blizzard              | Canadá         | 1979-1980 |
| Vancouver Whitecaps           | Canadá         | 1980      |
| Tampa Bay Rowdies             | Estados Unidos | 1981-1984 |
| Tacoma Stars                  | Estados Unidos | 1984-1985 |
| Tampa Bay Rowdies             | Estados Unidos | 1986-1988 |

## Palmarés

### Títulos nacionales
| Título                     | Equipo          | País           | Año     |
| -------------------------- | --------------- | -------------- | ------- |
| National Soccer League     | Toronto Italia  | Canadá         | 1976    |
| Major Indoor Soccer League | New York Arrows | Estados Unidos | 1978-79 |